# Horochów
Horochów (ukr. Горохів, Horochiw) – miasto na Ukrainie, w obwodzie wołyńskim, w rejonie łuckim. Do 2020 w rejonie horochowskim.

## Historia

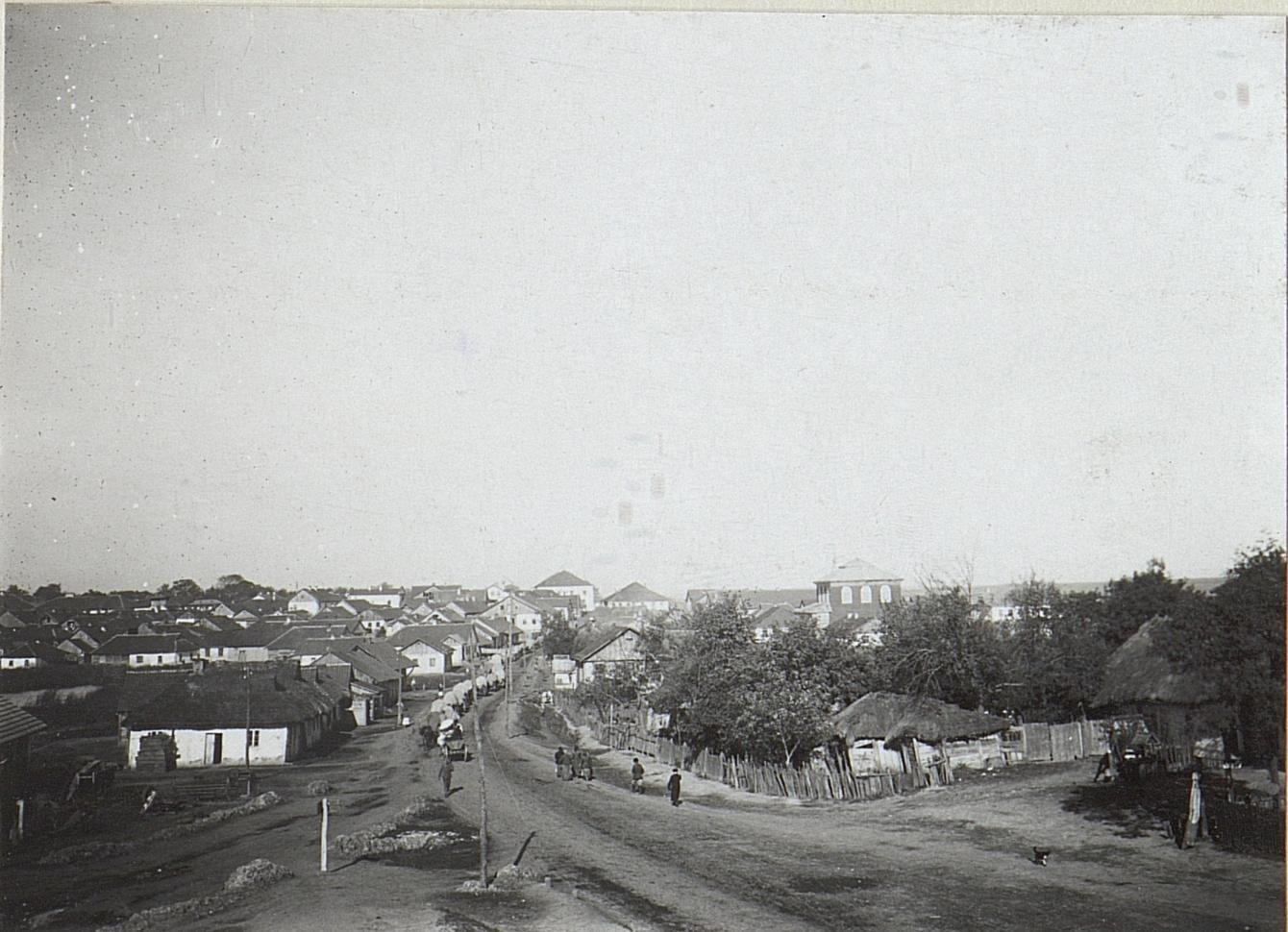
Horochów w 1917

W 1450 roku król Kazimierz IV Jagiellończyk podarował Horochów z okolicznymi włościami Olizarowi Szyłowiczowi.
W 1650 roku miasto wraz z 4 wsiami należało do rodu Warszyckich, w końcu XVIII wieku do Poniatowskich. W 1777 istniał tu teatr dworski. W 1795 roku trafiło w ręce rodu Strojnowskich.
Prywatne miasto szlacheckie położone było w XVI wieku w województwie wołyńskim.
Pod rozbiorami siedziba gminy Horochów w powiecie włodzimierskim guberni wołyńskiej.
W 1816 roku Horochów zwiedził i opisał Julian Ursyn Niemcewicz w „Podróżach historycznych”.
Podczas I wojny światowej, w latach 1916–1917, przez Horochów przebiegał front austriacko-rosyjski a okolice miasta były areną zaciętych walk.

Przedwojenny herb

W II Rzeczypospolitej Horochów był siedzibą powiatu horochowskiego w województwie wołyńskim. W 1937 roku w mieście mieszkało 7800 osób, z czego 40% stanowili Żydzi.
24 czerwca 1941 roku miasto zostało zajęte przez Wehrmacht. Następnego dnia Niemcy wywołali pożar, który zniszczył połowę zabudowań miasta. W lipcu 1941 doszło do pogromu, w trakcie którego dwóch Żydów zostało zabitych a wielu pobitych i ograbionych. 12 sierpnia 1941 roku SD z Łucka przy udziale ukraińskich schutzmanów rozstrzelało 300 Żydów. W październiku 1941 roku Niemcy utworzyli w Horochowie getto dla ludności żydowskiej. 8 września 1942 roku getto zostało „zlikwidowane” przez oddział SD z Łucka przy współudziale niemieckiej żandarmerii i ukraińskiej policji. Rozstrzelano około 3 tys. Żydów, których pochowano w zbiorowej mogile wykopanej dzień wcześniej przez ludność ukraińską około 1 km na południe od miasta. 
W czasie okupacji niemieckiej polskie małżeństwo Wybierackich (Władysław i Wiktoria) ukrywało w Horochowie troje Żydów, za co Instytut Jad Waszem uhonorował je pośmiertnie tytułami Sprawiedliwych wśród Narodów Świata.
Podczas rzezi wołyńskiej Horochów stanowił schronienie dla około 1200 polskich uciekinierów z okolicznych wsi. Korzystając z tego Niemcy utworzyli w mieście 150 osobowy Schutzmannschaft złożony z Polaków, który zwalczał Ukraińską Powstańczą Armię i bronił miasto przed napadami.
W styczniu 1944 roku Niemcy wycofali się z Horochowa ewakuując także schutzmanów oraz polską ludność. Miasto zostało zajęte 18 lipca 1944 roku przez wojska radzieckie 1 Frontu Ukraińskiego.
W 1989 liczyło 9329 mieszkańców. Do 2020 siedziba rejonu horochowskiego. 

## Zabytki

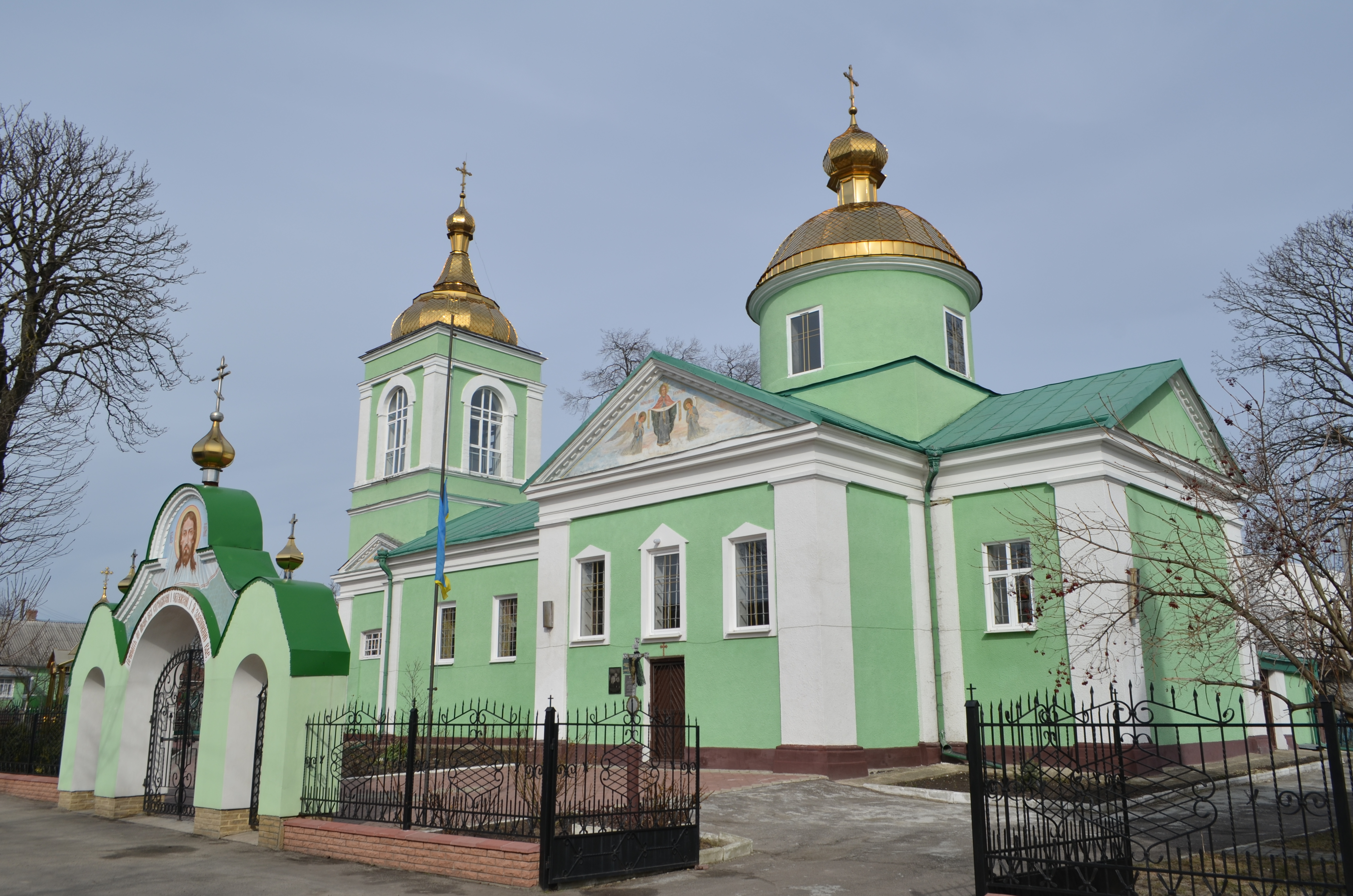
Cerkiew Wniebowstąpienia Pańskiego z 1844 r.

- pałac w Horochowie – wybudowany w stylu empire przez rodzinę Strojnowskich. Na początku XIX wieku pałac posiadał bogate zbiory sztuki, które następnie trafiły do pałacu w Dzikowie, własności Tarnowskich. Na początku XX wieku w ocalałym skrzydle obiektu znajdował się urząd starostwa[12].

## Urodzeni w Horochowie
- Michał Wielhorski (1730–1814) – polski pisarz polityczny, kuchmistrz wielki litewski, dyplomata konfederacji barskiej
- Michał Wielhorski (1755–1805) – hrabia, generał lejtnant
- Józef Wielhorski (1759–1817) – generał dywizji armii Księstwa Warszawskiego, senator-wojewoda Królestwa Polskiego, radca stanu Księstwa Warszawskiego
- Waleria Tarnowska (1782–1849) – polska malarka i kolekcjonerka
- Jan Dzierżysław Tarnowski (1835–1894) – polski polityk i ziemianin Jan Waclaw Zawadowski 1891-1982 polski malarz

## Literatura
- Julian Ursyn Niemcewicz "Juljana Ursyna Niemcewicza, podróże historyczne po ziemiach polskich między rokiem 1811 a 1828 odbyte", wydawcy A. Franck; B. M. Wolff, Paryż, Petersburg, 1858, Horochów strona: 171